# Тридцать сребреников

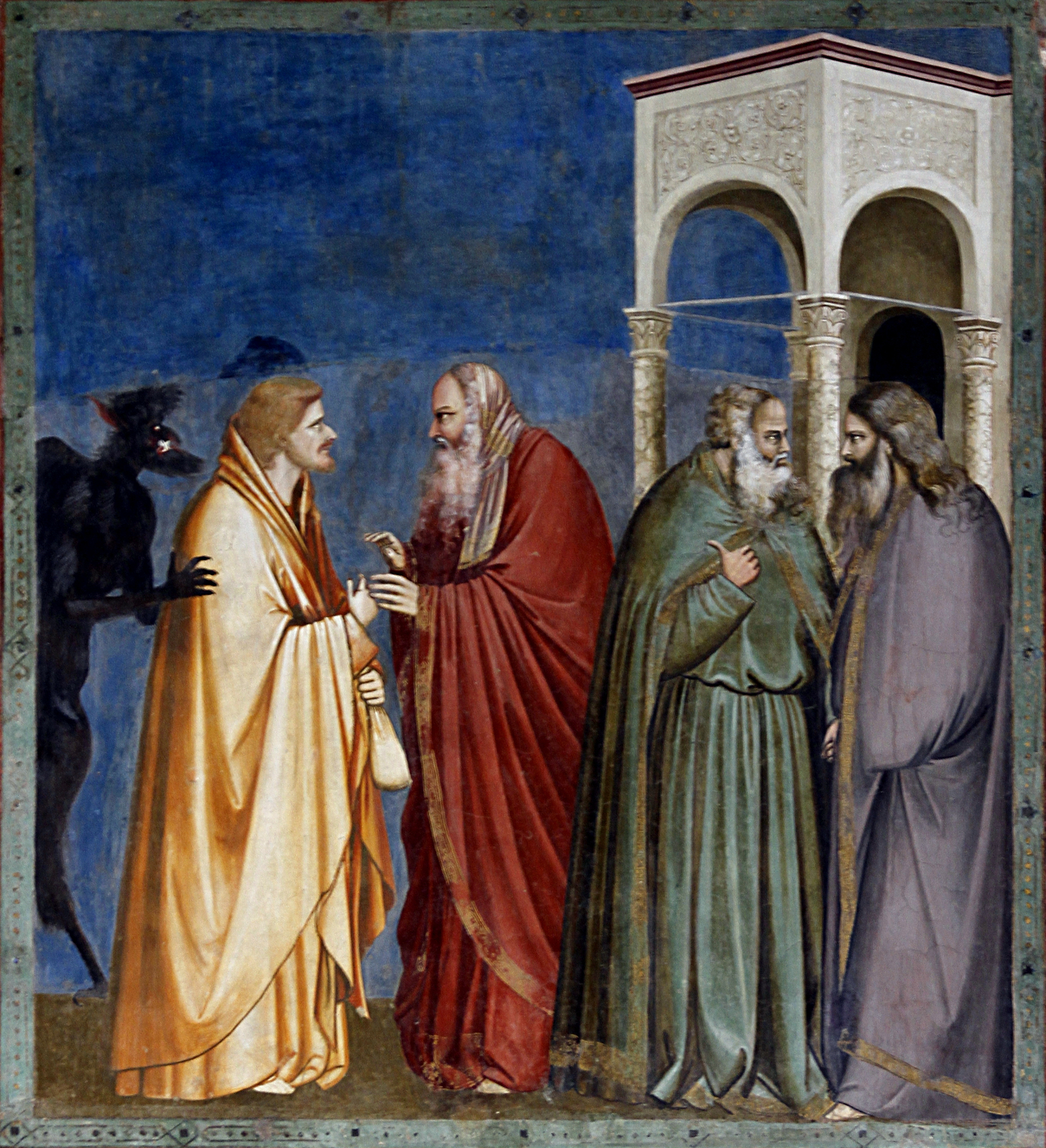
Иуда получает плату за предательство (Джотто, капелла Скровеньи, 1304—1306)

Три́дцать сре́бреников (ст.‑слав. три́дєсѧть срє́брєникъ; греч. τριάκοντα ἀργύρια; лат. triginta argenteos; сир. ܬܠܬܝܢ ܕܟܣܦܐ) — плата за предательство, которую, согласно Новому Завету, получил Иуда Искариот, согласившись выдать Иисуса Христа первосвященникам. Упоминаются в Евангелии от Матфея (Мф. 26:14—16 и Мф. 27:3—10), Евангелии от Марка (Мк. 14:10) и Евангелии от Луки (Лк. 22:1—6), в последних двух случаях — без указания точной суммы.
Обычно 30 сребреников отождествляются с тирскими статерами (сиклями, шекелями) или древнегреческими тетрадрахмами.
В литературе могут встречаться следующие формы написания: «сребреник», «сребренник», «серебреник», «серебренник»,
«серебряник», «серебрянник».

## СюжетНового завета.Упоминания вВетхом завете

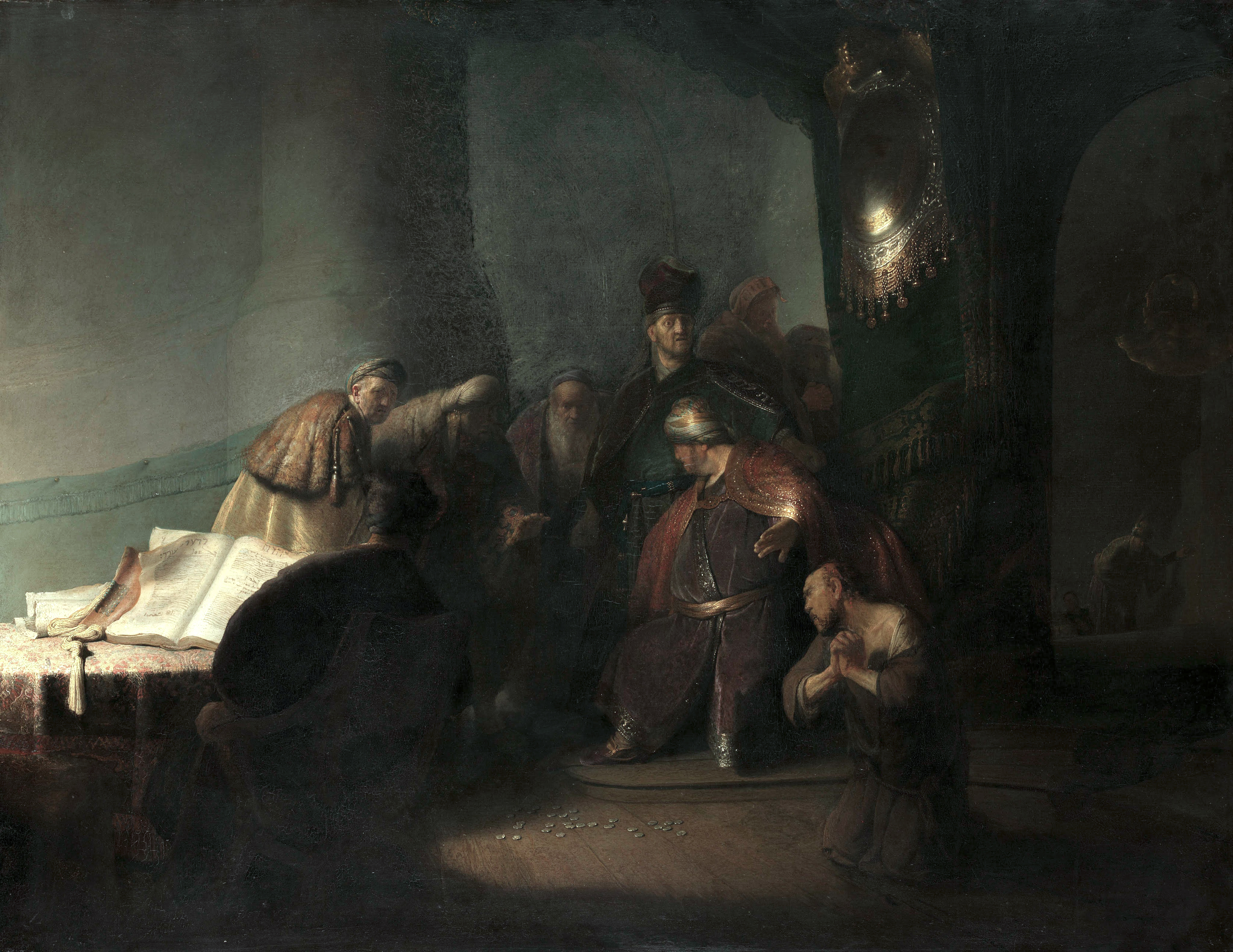
Иуда возвращает первосвященникам 30 сребреников (Рембрандт, 1629 год)

Предав Христа, Иуда вернул деньги первосвященникам, и на них была приобретена земля для погребения странников:
3 Тогда Иуда, предавший Его, увидев, что Он осужден, и, раскаявшись, возвратил тридцать сребреников первосвященникам и старейшинам, 4 говоря: согрешил я, предав кровь невинную. Они же сказали ему: что нам до того? смотри сам. 5 И, бросив сребреники в храме, он вышел, пошел и удавился. 6 Первосвященники, взяв сребреники, сказали: непозволительно положить их в сокровищницу церковную, потому что это цена крови. 7 Сделав же совещание, купили на них землю горшечника, для погребения странников; 8 посему и называется земля та «землею крови» до сего дня. 9 Тогда сбылось реченное через пророка Иеремию, который говорит: и взяли тридцать сребреников, цену Оцененного, Которого оценили сыны Израиля, 10 и дали их за землю горшечника, как сказал мне Господь.Евангелие от Матфея, глава 27
В Библии издания Московской Патриархии указывается в качестве параллельного следующее место Книги пророка Иеремии
6 И сказал Иеремия: таково было ко мне слово Господне: 7 вот Анамеил, сын Саллума, дяди твоего, идет к тебе сказать: «купи себе поле мое, которое в Анафофе, потому что по праву родства тебе надлежит купить его». 8 И Анамеил, сын дяди моего, пришел ко мне, по слову Господню, во двор стражи и сказал мне: «купи поле мое, которое в Анафофе, в земле Вениаминовой, ибо право наследства твое и право выкупа твое; купи себе». Тогда я узнал, что это было слово Господне. 9 И купил я поле у Анамеила, сына дяди моего, которое в Анафофе, и отвесил ему семь сиклей серебра и десять сребреников; 10 и записал в книгу и запечатал её, и пригласил к тому свидетелей и отвесил серебро на весах. 11 И взял я купчую запись, как запечатанную по закону и уставу, так и открытую; 12 и отдал эту купчую запись Варуху, сыну Нирии, сына Маасеи, в глазах Анамеила, сына дяди моего, и в глазах свидетелей, подписавших эту купчую запись, в глазах всех Иудеев, сидевших на дворе стражи; 13 и заповедал Варуху в присутствии их: 14 так говорит Господь Саваоф, Бог Израилев: возьми сии записи, эту купчую запись, которая запечатана, и эту запись открытую, и положи их в глиняный сосуд, чтобы они оставались там многие дни.Книга Иеремии, глава 32
Кроме того, уже именно 30 сребреников упоминаются в Книге пророка Захарии:
12 И скажу им: если угодно вам, то дайте Мне плату Мою; если же нет, — не давайте; и они отвесят в уплату Мне тридцать сребреников. 13 И сказал мне Господь: брось их в церковное хранилище, — высокая цена, в какую они оценили Меня! И взял Я тридцать сребреников и бросил их в дом Господень для горшечника.Книга пророка Захарии, глава 11
Сюжет также перекликается со следующим местом из книги «Исход», где говорится о тридцати сиклях серебра, в которые оценён погибший насильственной смертью раб:
Если вол забодает раба или рабу, то господину их заплатить тридцать сиклей серебра, а вола побить камнями.Исход, глава 21
Вопрос о том, почему пророчество, по формулировке ближе совпадающее с пророчеством Захарии, надписано именем Иеремии, а в канонической книге пророка Иеремии места с такой формулировкой нет, издревле обсуждался христианскими экзегетами.
- Ориген[14] предполагает, что пророчество находилось в утраченном произведении пророка Иеремии;
- Блаженный Августин[15] предлагает следующие варианты решения: 1) в древнейших списках Евангелия имя пророка не указано вообще, поэтому древний текст не отсылает к Иеремии; 2) имя пророка Иеремии появилось при таинственном велении Духа Святого, и так как один и тот же Дух действовал через Захарию и Иеремию, можно полагать, что пророчество является общим для пророков; 3) Захария ничего не говорит о покупке поля, а этот эпизод есть у пророка Иеремии, так что слова «реченное через пророка Иеремию» относятся к покупке поля;
- Блаженный Иероним Стридонский в одном из писем[16] считает, что в этом месте Апостол по ошибке привёл имя Иеремии вместо Захарии, но это простительно, так как «для него важно было не отследить все слова и слоги, а изложить смысл учения». Однако в «Толковании на Евангелие от Матфея»[17] он свидетельствует, что секта назареев располагала апокрифом пророка Иеремии, в котором это место приведено слово в слово;
- Евфимий Зигабен[18] предполагает, что данное место находилось в утраченном произведении пророка Иеремии или было выброшено иудеями из канонической книги;
- Еп. Михаил (Лузин)[19] приводит мнение, что данное место Захарии в значительной степени заимствовано из Иер. 18 и 19, однако склоняется к той версии, что имеет место ошибка переписчика: ссылаясь на Тишендорфа, он говорит, что в древних списках стояло имя Захарии (сокращённо Ζρι’ου), однако было ошибочно записано как Ιρι’ου и далее как Иеремия.
- Свящ. Михаил Фивейский, автор раздела «Толковой Библии А. П. Лопухина и преемников» по Евангелию от Матфея, перечисляет предыдущие мнения, прибавляя к ним также мнения о том, что 1) главы 9-11 Захарии имеют более раннее происхождение; 2) книга, которой пользовался Матфей, включала пророчества разных пророков, но называлась книгой Иеремии по имени первого пророка в книге; 3) что следует читать «тогда сбылось реченное через Иеремию и пророка»; однако самым простым объяснением считает, вслед за блаженным Августином, что «мысль евангелиста сосредоточивается на покупке земли у горшечника. Так как об этой земле говорится только у пророка Иеремии, то евангелист и поставил его имя в заглавии своей цитаты»[14].

## Отождествление сребреников с конкретными монетами

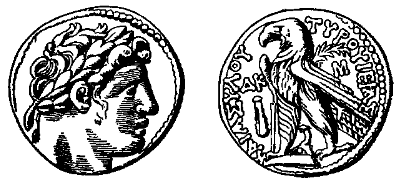
Тирский статер (сикль, шекель)

Из текста Нового завета не очевидно, какие конкретно серебряные монеты имеются в виду. Это могли быть римские денарии или квинарии, древнегреческие драхмы, дидрахмы, статеры или тетрадрахмы. Однако обычно 30 сребреников отождествляются с тирскими статерами или тетрадрахмами.
Такое отождествление с сиклями (шекелями) важно и с вероучительской точки зрения, поскольку позволяет связать текст Нового завета с несколькими стихами Ветхого — в частности, с пророчеством из Книги пророка Захарии и оценённом в 30 сиклей рабом из книги «Исход».
Во времена Нового завета одна драхма равнялась денарию. Денарий в свою очередь был стандартной подённой платой квалифицированному сельскохозяйственному рабочему (см., например, Притчу о работниках в виноградникеМф. 20:1—15) или римскому легионеру. Если принять версию о том, что сребреник является тетрадрахмой (4 драхмы, равные 4 денариям), то 30 сребреников — это 120 денариев или четырёхмесячное жалование при семидневной рабочей неделе. О покупательной способности 30 сребреников говорит тот факт, что за эти деньги был куплен участок земли под кладбище рядом со столицей Иудеи — Иерусалимом.

## В русском языке
- Презрительное выражение «тридцать сребреников» — крылатые слова или устойчивый фразеологизм в русском языке, употребляющееся в значении цены предательства. С тридцатью сребрениками связаны в русском языке слово «бессребреники», обозначающее не только лик святых в Православной церкви, особо прославившихся своим бескорыстием, нестяжательством, отказом от богатства, щедростью ради своей христианской веры; но и в бытовой речи бескорыстных людей, равнодушных к богатству, к материальной выгоде.[источник не указан 1644 дня]